# Viddalba
Viddalba – miejscowość i gmina we Włoszech, w regionie Sardynia, w prowincji Sassari.
Według danych na rok 2004 gminę zamieszkiwało 1719 osób, 35,8 os./km². Graniczy z Aggius, Badesi, Bortigiadas, Santa Maria Coghinas, Trinità d’Agultu e Vignola, i Valledoria.